# 义坚亚礼
义坚亚礼（?—?），元朝官员，畏兀儿人，婺州路达鲁花赤帖哥术探花爱忽赤（又作铁哥术）的儿子。
義堅亞禮年轻时給事太子真金宮中。至元十五年（1278年），為中書省宣使。出使河南，当时汴州、鄭州大疫，義堅亞禮命所在村郭搆室廬，備醫藥，来治病人，于是軍民得活命者很多。转任直省舍人。承中書檄徵考上都儲备，回京后，忽必烈賜他錦衣貂裘一襲，以表彰他的功劳。出任湖州路達魯花赤，在官任上去世。其弟月連朮，官至同知安陸府事；八扎，官至同知宣政院事。
其子海壽，宿衛忽必烈，官至太中大夫、杭州路達魯花赤，招辑流民有恩惠。去世后贈翰林直學士，封范陽郡侯，諡惠敏。